# U-303
Unterseeboot 303 foi um submarino alemão do Tipo VIIC, pertencente a Kriegsmarine que atuou durante a Segunda Guerra Mundial.

## Comandantes
| Comandante              | Data                                    |
| ----------------------- | --------------------------------------- |
| Kptlt. Karl-Franz Heine | 7 de julho de 1942 - 21 de maio de 1943 |

## Subordinação
Durante o seu tempo de serviço, esteve subordinado às seguintes flotilhas:
| Período                                     | Flotilha                                   |
| ------------------------------------------- | ------------------------------------------ |
| 7 de julho de 1942 - 31 de dezembro de 1942 | 8. Unterseebootsflottille (treinamento)    |
| 1 de janeiro de 1943 - 31 de março de 1943  | 7. Unterseebootsflottille (serviço ativo)  |
| 1 de abril de 1943 - 21 de maio de 1943     | 29. Unterseebootsflottille (serviço ativo) |

## Operações conjuntas de ataque
O U-303 participou das seguinte operações de ataque combinado durante a sua carreira:
- Rudeltaktik Habicht (10 de janeiro de 1943 - 19 de janeiro de 1943)
- Rudeltaktik Haudegen (19 de janeiro de 1943 - 15 de fevereiro de 1943)